# Tidore
Tidore (indonez. Pulau Tidore), także Todore – wyspa w archipelagu Moluków we wschodniej Indonezji, kilka kilometrów na zachód od większej wyspy Halmahera. Jej powierzchnia wynosi 116,1 km².
Powstała na bazie dużego stratowulkanu wznoszącego się na wysokość 1730 metrów n.p.m. (stożkowaty szczyt Kiematabu na południowym krańcu wyspy). Północna jej część zawiera obszerną kalderę Sabale, wewnątrz której mieszczą się dwa mniejsze stożki wulkaniczne. W czasach przedkolonialnych królestwo Tidore było znaczącą siłą polityczną i poważnym rywalem państewka Ternate na północy. Tidore – z innymi wysepkami na południe i zachód od niej oraz zachodnią częścią wyspy Halmahera – stanowi dziś okręg administracyjny (kota) Tidore Kepulauan w prowincji Moluki Północne. Okręg obejmuje 1550,37 kilometrów kwadratowych powierzchni i zamieszkany jest przez 96 979 osób (dane z 2015).
Uprawa palmy kokosowej, goździków, gałki muszkatołowej, kakao; produkcja kopry; rybołówstwo.
Etniczna ludność Tidore posługuje się językiem tidore.

## Historia
Wyspa Tidore, podobnie jak sąsiednie wyspy, nie była zamieszkana do ok. 1250 r., ale już wcześniej była odwiedzana w poszukiwaniu cennych goździków. Sułtani Tidore władali większością południowej części Halmahery, czasami też rozciągając swą kontrolę na Buru, Ambon i wiele wysepek u wybrzeży Nowej Gwinei. W XVI wieku władcy Tidore weszli w luźny sojusz z Hiszpanami, którzy wznieśli na wyspach kilka fortów. Pomimo braku pełnego zaufania pomiędzy Tidorianami a Hiszpanami, hiszpańska pomoc dla Tidore była niezbędna dla utrzymania w ryzach nieprzyjaznego Ternate, jak również sił holenderskich i portugalskich zakładających swe bazy w pobliżu.
W czasie, gdy przewaga hiszpańska w regionie zaczynała słabnąć, co miało doprowadzić do ostatecznego wycofania się w roku 1663, Tidore stało się najsilniejszym i najbardziej niezależnym królestwem obszaru Moluków, skutecznie opierającym się presji Kompanii Wschodnioindyjskiej. Szczególnie za panowania sułtana Saifuddina (1657–1689) tidoriański dwór był zasilany holenderskimi opłatami z handlu korzennego, co pozwoliło na łatwiejsze utrzymywanie tradycyjnych stosunków z sąsiadami. Efektem takiej polityki było znaczne poważanie wśród okolicznych ludów, jak i minimalne zapotrzebowanie na holenderską pomoc wojskową, czego nie ustrzegło się Ternate.
Tidore było niezależnym królestwem, pomimo coraz silniejszych nacisków holenderskich, do końca XVIII wieku. Jednakże, podobnie jak Ternate, Tidore zezwoliło Holendrom na swym terytorium na prowadzenie rabunkowej gospodarki, polegającej na wycinaniu cennych gatunków drzew i krzewów korzennych. Program ten miał umocnić holenderski monopol na handel przyprawami korzennymi, poprzez ograniczenie upraw do kilku wybranych miejsc, co zubożyło Tidore i osłabiło kontrolę sułtanatu nad okolicznymi wysepkami.
Na przełomie XVIII i XIX wieku Tidore utraciło niepodległość, stając się częścią kolonii Holenderskie Indie Wschodnie.